# 胡錠
胡锭（1474年—1535年），字希曾，直隸大名府長垣縣（今河南長垣縣）人。明朝政治人物。

## 生平
其父胡睿是天順元年进士，累官工部左侍郎。胡锭是季子，亦官至户部右侍郎，人称“胡氏父子双侍郎”。
弘治十一年（1498年）中式戊午科顺天府乡试第六名舉人，弘治十二年（1499年）聯捷己未科會試第十七名，二甲十二名进士，初授南京刑部主事，历升员外郎、郎中，改南京兵部武选司郎中。弘治十六年（1503年）出任黄州府知府，正德六年（1511年）十一月升江西按察司副使，十一年六月升山西按察使，母亲去世丁忧。服除，復除浙江按察使，十六年（1521年）七月升山西左布政使，嘉靖元年（1522年）二月升都察院右副都御史、提督雁门等关兼巡抚山西，二年八月改总督漕运兼巡抚凤阳等处，三年六月以原官协同管理南京都察院事，四年九月升南京户部右侍郎，八年二月被御史王鼎弹劾免官。嘉靖十四年（1535年）卒，十五年二月賜祭葬。
嘉靖初年，撰有《漷县减差碑记》。

## 家族
曾祖胡友誠，贈工部左侍郎；祖父胡震，教谕贈工部右侍郎；父胡睿，工部左侍郎。嫡母張氏（封淑人）；生母褚氏。慈侍下。兄胡銘（监生）、胡键（户部主事）。